# Louis-Raymond-Félix Solier
Louis-Raymond-Félix Solier, francoski general, * 1888, † 1967.